# Blackzilians
A Blackzilians foi uma equipe profissional de lutadores de artes marciais mistas, boxe, kickboxing, wrestling amador e catch wrestling, localizada no sul da Florda. A Equipe incluia os ex-campeões do UFC Rashad Evans, Vitor Belfort, Eddie Alvarez e Kamaru Usman.

## História
De propriedade de Glenn Robinson, a Blackzilians começou quando os lutadores de MMA Jorge Santiago, Danillo Villefort, Yuri Villefort e Gesias Cavalcante deixaram a American Top Team. O nome 'Blackzilians' foi cunhado quando o Peso Médio do Strikeforce Danillo Villefort estava olhando o site de seu manager e mostrou para Robinson que todo lutador da academia era negro ou brasileiro.
Foi relatado em 20 de setembro de 2018 que Glenn Robinson, fundador do Blackzilians, havia morrido de suspeita de ataque cardíaco.
A partir de 2017, a Blackzilians como academia é considerada extinta. 
Muitos de seus membros saíram para se juntar ao Combat Club, agora Kill Cliff Fight Club (fundado pelos treinadores da Blackzilians Henri Hooft e Greg Jones).

## Atletas notáveis
- Thiago Silva (ex-lutador do UFC)
- Vítor Belfort (ex-lutador do UFC)
- Rashad Evans (Lutador do UFC)
- Gesias Cavalcante (Ex-Lutador do Strikeforce e DREAM, Lutador do WSOF)
- Melvin Guillard (Lutador do UFC)
- Ryan Jimmo (Lutador do UFC)
- Cezar Mutante (Campeão do TUF Brasil, Lutador do UFC)
- Abel Trujillo (Lutador do UFC)
- Eddie Alvarez (Campeão Peso Leve do Bellator)
- Michael Johnson (Lutador do UFC)
- Anthony Johnson (Lutador do UFC) (Ex-lutador do WSOF)
- Kamaru Usman (ex-campeão Meio Médio do UFC)